# Ilsbo
Ilsbo är en tätort i Ilsbo distrikt i Nordanstigs kommun, Gävleborgs län och kyrkbyn i Ilsbo socken, Hälsingland, belägen mellan Bergsjö och Hudiksvall.

## Befolkningsutveckling
| Befolkningsutvecklingen i Ilsbo 1960–2020                         | Befolkningsutvecklingen i Ilsbo 1960–2020 | Befolkningsutvecklingen i Ilsbo 1960–2020 | Befolkningsutvecklingen i Ilsbo 1960–2020 | Befolkningsutvecklingen i Ilsbo 1960–2020 |
| ----------------------------------------------------------------- | ----------------------------------------- | ----------------------------------------- | ----------------------------------------- | ----------------------------------------- |
|                                                                   |                                           |                                           |                                           |                                           |
| År                                                                |                                           |                                           | Folkmängd                                 | Areal (ha)                                |
| 1960                                                              | 1960                                      |                                           | 188                                       | ¤                                         |
| 1965                                                              | 1965                                      |                                           | 244                                       |                                           |
| 1970                                                              | 1970                                      |                                           | 389                                       |                                           |
| 1975                                                              | 1975                                      |                                           | 426                                       |                                           |
| 1980                                                              | 1980                                      |                                           | 555                                       |                                           |
| 1990                                                              | 1990                                      |                                           | 489                                       | 63                                        |
| 1995                                                              | 1995                                      |                                           | 470                                       | 63                                        |
| 2000                                                              | 2000                                      |                                           | 406                                       | 63                                        |
| 2005                                                              | 2005                                      |                                           | 399                                       | 63                                        |
| 2010                                                              | 2010                                      |                                           | 406                                       | 62                                        |
| 2015                                                              | 2015                                      |                                           | 453                                       | 68                                        |
| 2020                                                              | 2020                                      |                                           | 463                                       | 71                                        |
| Anm.: Ny tätort 1965 ¤ Som tätortsbebyggelse med 150-199 invånare |                                           |                                           |                                           |                                           |